# Охотный Ряд
Улица Охо́тный Ряд (бывш. Охотнорядская площадь, в 1933—1955 годах — площадь Охотного Ряда, в 1961—1990 годах — часть проспекта Маркса) — улица в Центральном административном округе города Москвы. Проходит от Манежной площади до Театральной площади, лежит между Георгиевским переулком и Никольской улицей, параллельно им. Нумерация домов ведётся от Манежной площади.

## Происхождение названия
Название XVII века, дано по одному из московских торговых рядов, в котором было разрешено торговать дичью, приносимой подмосковными охотниками.

## История
В сложившемся и ставшим традиционным к XVII веку устройстве большого московского торга Охотный ряд занимал очень скромное место. В нём велась торговля «дичью и живою птицею, дворовою и певчею» (В. И. Даль). В XVII веке Охотный ряд располагался левом берегу Неглинной на месте нынешнего здания Исторического музея. В 1708 году в связи с постройкой Петра I бастионов вдоль стен Кремля и Китай-Города  все продовольственные ряды (Харчевой, Обжорный, Охотный) перевели за Неглинку — от современной Манежной площади до Театральной площади, по соседству с церковью Параскевы Пятницы.
После пожара 1812 года на месте сгоревших деревянных лавок строятся каменные одноэтажные торговые помещения с десятками птичьих боен. Помещения собственно Охотного ряда находились напротив Благородного собрания, но со временем Охотным рядом стал называться весь Занеглименский торг.

Во второй половине XIX — начале XX века Охотный ряд стал символизировать изобилие, хлебосольство и сытость Москвы, войдя в русские пословицы. Однако из-за участия лавочников в нападениях на интеллигентов и евреев сложился образ охотнорядца как реакционера и погромщика. Слово «охотнорядец» с 1870-х годов стало синонимом темной, подавляющей всё прогрессивное силой.  Владельцы мясных лавок часто становились добровольными союзниками полиции при студенческих волнениях. Современник этих событий Иван Андреевич Слонов вспоминал: 
Охотнорядские мясники отличаются большой физической силой и свирепым нравом. Отмечу следующий случай: в восьмидесятых годах, во время бывших университетских беспорядков, студенты демонстративно, с красными флагами, большой толпой пошли по Моховой улице.
На углу Охотного ряда и Тверской улицы их встретила полиция и, преградив путь, просила толпу разойтись. Студенты с криком опрокинули немногочисленных полицейских чинов и с пением революционных песен продолжали путь. Тогда па выручку полиции по собственной инициативе явились охотнорядские мясники и страшно избили студентов; войдя в раж, они и на другой день продолжали бить на улицах попадавшуюся им на глаза учащуюся молодежь и заступавшихся за них интеллигентов.

Полиции стоило большого труда укротить не в меру разбушевавшихся охотнорядских «Мамаев»
В 1883 году на Моисеевской площади соорудили чугунную часовню святого Александра Невского в память павших в русско-турецкой войне 1877—1878 годов. Снесённая в начале ноября 1922 года, часовня стала первым московским культовым зданием, уничтоженным советской властью.
В 1920-е годы в Охотном ряду начали сносить лавки, в 1930-е годы торговля была переведена на Цветной бульвар, что положило начало Центральному рынку. В 1928 году была снесена церковь Параскевы Пятницы, несколько позже — стоящие по соседству с ней палаты Голицына. В 1935 году на месте Охотнорядской площади в результате градостроительных преобразований появилась улица Охотный ряд. Также под ней прошла первая в Советском Союзе линия метро и появилась одноимённая станция.
В 1961 году улица Охотный Ряд, Моховая улица и Театральный проезд были объединены в проспект Маркса. В 1990 году улице возвращено историческое название.

## Примечательные здания
См. также: Здания и сооружения Охотного Ряда
По нечётной стороне
- № 1 — Здание Совета Труда и Обороны (СТО), затем — СНК СССР, Совета Министров СССР, Госплана СССР, в настоящее время — Государственной Думы РФ (1932—1935, архитектор А. Я. Лангман, при участии С. В. Сергиевского и Н. В. Мезьера)[5][6].
- № 3/1 — Дом Благородного собрания, в советское время — Дом Союзов (перв. пол. XVIII в.; 1784—1787, архитектор М. Ф. Казаков; 1814, архитектор А. Н. Бакарев; надстройка и изменение фасадов — 1903, архитектор А. Ф. Мейснер)[5].
- № 5/2 — дом со встроенным вестибюлем станции метро «Охотный Ряд». В основе здания — дом, выстроенный в ампирных формах по проекту О. И. Бове в ходе реконструкции Театральной площади. Позднее здание неоднократно надстраивалось и перестраивалось. В 1934—1935 годах дом был вновь перестроен по проекту архитектора Д. Н. Чечулина, разместившего в высоком цокольном этаже здания вестибюль станции метро. Фасад здания обработан плоскими пилястрами, завершён высоким архитравом, выведенным в один уровень с Домом Союзов, с карнизом и балюстрадой. Вестибюль метро выделен обработкой фасада тёмно-красным цветом гранита и рустованной штукатурки[5][6].

По чётной стороне
- № 2 — Гостиница «Москва» (1-я очередь: 1932—1936, архитекторы А. В. Щусев, Л. И. Савельев, О. А. Стапран; 2-я очередь: 1976, архитекторы А. Б. Борецкий, А. А. Дзержкович, И. Е. Рожин, Д. С. Солопов, В. А. Щелкановцева[5]. Снесена в 2004 году. Отстроена заново с изменением композиции и деталей оформления по проекту В. В. Колосницына).

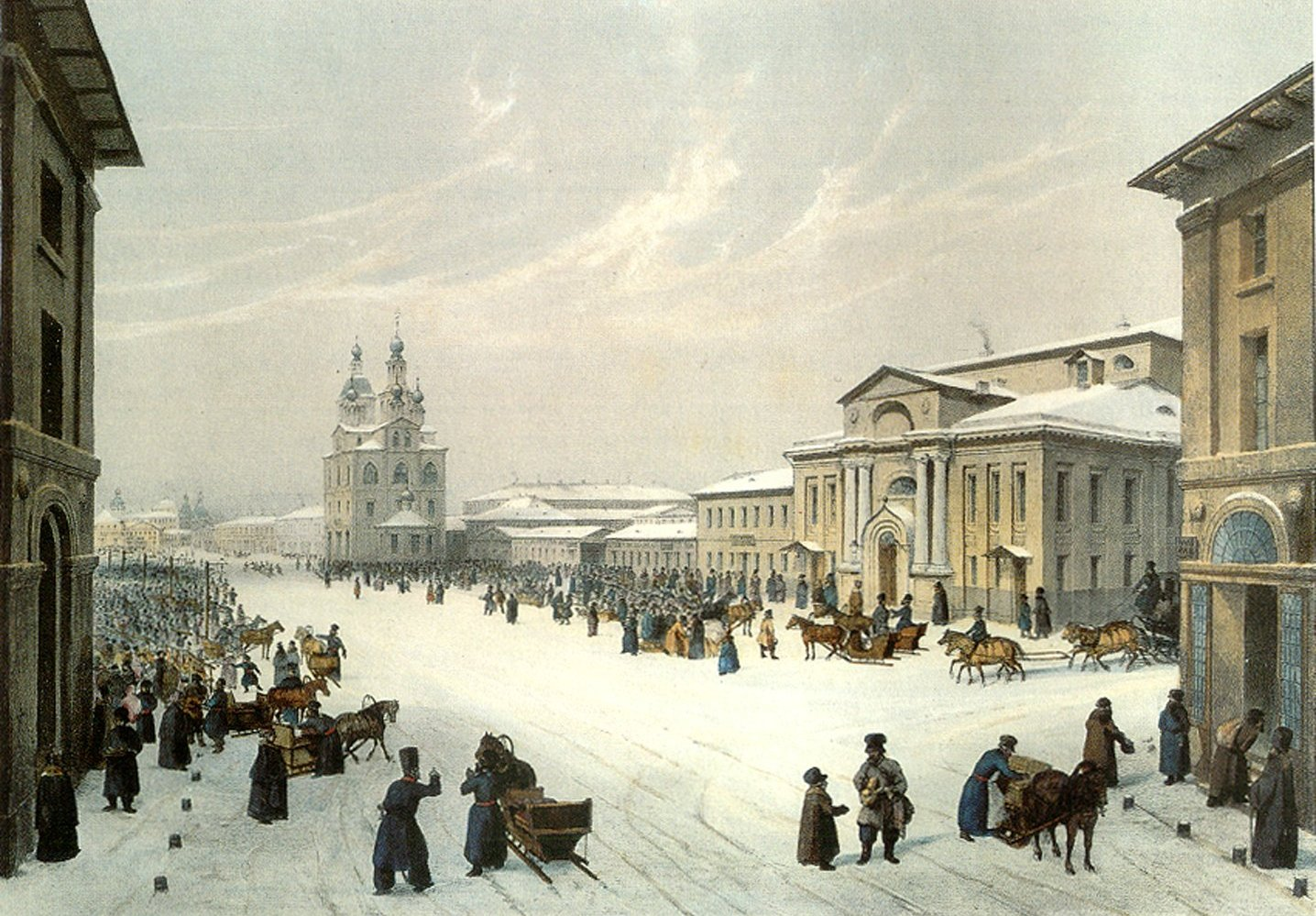
Здание Благородного собрания в Охотном ряду. 1840-е гг.
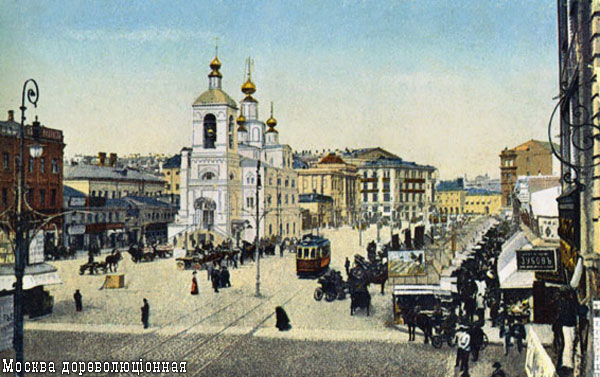
Церковь Параскевы Пятницы в Охотном ряду. Начало XX в.
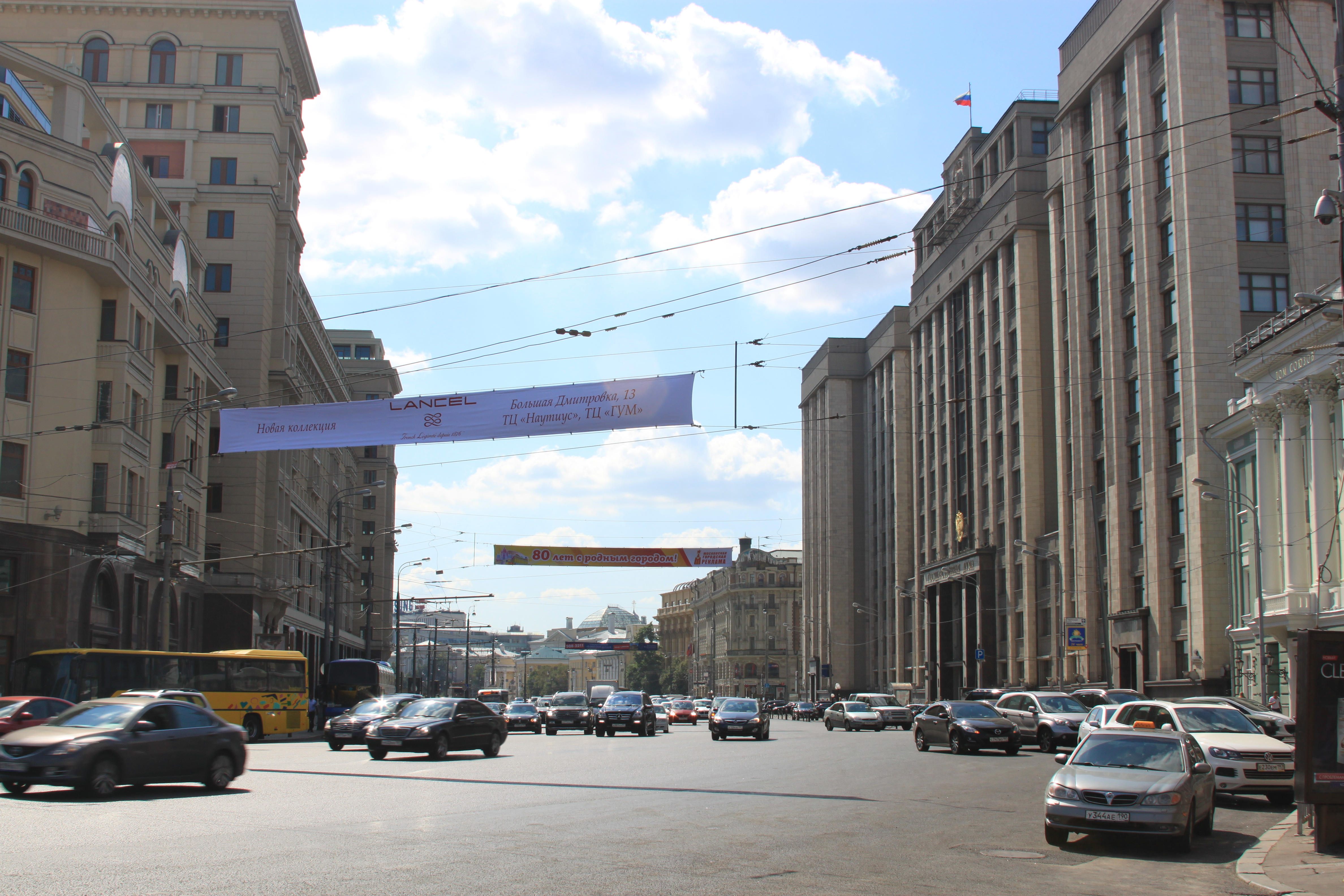
Охотный Ряд в 2011 году

## Улица в художественной литературе и искусстве
В бардовской песне
- Юрием Визбором написана песня «Охотный ряд». Также, возможно, исполнялась Булатом Окуджавой, но записей не сохранилось, и сам бард на концертах утверждал, что не поёт чужих песен. Однако Александр Розенбаум в песне "Покажите мне Москву" поначалу приписывает исполнение этой песни Окуджаве, позже добавив строки: "Там Окуджава песни Визбора поёт. Охотный ряд, Охотный ряд.".

В городском фольклоре
- Гимн факультета психологии МГУ написан на мотив вышеуказанной песни.
- «Охотный ряд» в музыке для народных инструментов. Композитор И.Тамарин. Солист Дмитрий Белинский (балалайка) и оркестр аккордеонистов Даугавпилса.

## Общественный транспорт
- Станции метро «Охотный Ряд», «Театральная» и «Площадь Революции».
- Автобусы м2, м3, м6, м7, м9, м40, е10, е30, н1, н2, н11, н12.